# Канівська фортеця

Справа Дніпровська гора, на якій був Канівський замок

Канівська фортеця — фортифікаційне укріплення Канівського староства Великого князівства Литовського 16 — 17 століть. Знаходилась на правому березі Дніпра, на так званій Дніпровській горі. Залишки фортеці розташовані на території сучасного міста Канів Черкаської області України.

## Опис
1362 року литовський князь Вітовт будує у Каневі фортецю для захисту купців від татар.
В 1503 році канівський староста Остафій Дашкевич зміцнив і укріпив замок.
1554 року старостою Канева був Дмитро Сангушко.
Стіни, кожна з яких складалася з 26 городень (шириною 6 м, складених з колод і засипаних землею) і становила своєрідний трикутник завдовжки 40 сажень (близько 80 м) та завширшки 20 сажень (близько 40 м). Із зовнішньої сторони для захисту від вогню мури фортеці були обмазані товстим шаром глини. Над стінами височіло 6 веж. Вежі мали покрівлі, а городні — примостки і піддашшя. На вежах примостках стояли гармати, лежали інші засоби оборони — каміння, колоди, смола, були тут і діжки (кухви) з водою, щоб гасити пожежу. Городні використовувалися водночас і як помешкання, і як склад. У дворі фортеці стояв будинок старости і кілька маленьких хатин для челяді. Тут же були церква, порохові льохи, інші допоміжні приміщення. Фортецю оточував рів. Від єдиних воріт через рівчак вів перекинутий ланцюговий міст. При відбудові фортеці на початку XVI століття працювало 1500 робітників. Дерево для фортеці постачали плотами з верхів'я Дніпра. У вежах і на мурах, крім гармат, була й інша вогнепальна зброя: гаківниці, від 3 до 20 аркебузів. Від фортеці до Дніпра проклали тайник (підземний хід), по якому під час облоги поставляли воду. З містом фортецю з'єднувала вузька доріжка.
За люстрацією 1765 замок стояв на горі, оточений дубовими палями, мав міст через рівчак, одну дубову браму, над нею була башта, всередині стояв великий будинок, комори, льодовня, стайня.
На середину 16 століття фортеця занепала. У 1552 році залога фортеці не перевищувала кількох десятків людей — бояр та іншої челяді.
В часи Хмельниччини і Руїни укріплення Канева були відреставровані. Про це свідчить турецький мандрівник Евлія Челебі у своїй «Книзі подорожей»:
|  | Це чудова, міцна фортеця. Всього за її стінами п'ять тисяч будинків, п'ять церков з дзвонами, торговельні ряди, базари, сади. Правителем її є гетьман Дорошенко, підлеглий польському королеві. Всього війська у фортеці три тисячі козаків з рушницями. Проїхавши звідти по степу відстань в один перехід на киблу, ми прибули у фортецю Черкаси. |

1768 року фортеця була спалена гайдамаками.